# Réseau d'étude, de formation et de lutte contre l'extrême droite et la xénophobie
Pour les articles homonymes, voir Réflexe.
Le Réseau d'étude, de formation et de lutte contre l'extrême droite et la xénophobie (REFLEXes) est un « mouvement antifasciste radical » français, fondé en juin 1986, qui publie une revue homonyme dont les articles et les dossiers sont écrits collectivement par des étudiants et des militants d'extrême gauche (communistes libertaires). Initialement sous forme papier et dirigée par Benoît Delmotte, elle n'existe plus que sous forme électronique depuis 2004.

## Présentation
Ses locaux étaient initialement basés au Centre international de culture populaire. Plusieurs de ses membres fondateurs[Lesquels ?] avaient participé à la Marche pour l'égalité et contre le racisme en 1983 et à Convergence 1984. 
REFLEX se présente comme un collectif libertaire et anticapitaliste. Il s'emploie à dénoncer ce qu'il considère comme des « résurgences du fascisme », les « excès » de la démocratie libérale et du capitalisme, ainsi que les courants politiques nationalistes, communautaristes et identitaires, en proposant de la documentation, des fiches et des bibliographies détaillées sur ces différents courants et leurs membres. 
À partir de 1992, REFLEX fait partie réseau national No Pasaran!. Le dernier numéro papier date de 2004. Depuis, les articles sont publiés en ligne sur le site Internet du réseau. On y trouve un dictionnaire de l’extrême droite radicale (d'« Alliance populaire » à « Union solidariste »), des notes de lecture, une bibliographie et une série d’articles décortiquant l’actualité de l’extrême droite.
La revue est très proche du groupe militant antifasciste et libertaire Scalp-REFLEX. Les actions antifascistes du groupe Scalp sont revendiquées et relayées sur le site de REFLEXes sous la forme d'articles.

## Évaluation critique
L'historien Nicolas Lebourg, spécialiste des courants d'extrême droite, qualifie REFLEX de « structure antifa perdurant depuis 1986 [...] Le groupe mène un travail remarquable d’investigation sur les milieux de l’extrême droite, en particulier de cette extrême droite radicale aujourd’hui sous les feux de l’actualité. Outre son propre site web, il a participé au lancement de l’organe d’information antifasciste La Horde. Son travail est d’importance et, depuis plus de vingt ans, provoque le courroux de l’extrême droite radicale qui crie au travail de police et entretient anathèmes et rumeurs quant à l’identité de ses membres. »
En revanche, pour le politologue et historien des idées Pierre-André Taguieff, le travail de René Monzat, un des rédacteurs de REFLEX, serait de l'ordre du « délateur professionnel » ; il estime en outre que Monzat se prévaut abusivement des titres de « chercheur » et de « spécialiste de l’extrême-droite ».

## Ouvrages édités
- Collectif, Libertaires et « ultra-gauche » contre le négationnisme, Paris, Éditions Reflex, 1996.
- Xavier Renou, Le GUD, autopsie d’un moribond, Paris, Éditions Reflex, 1998.
- Collectif, Franc-tireur. Un combat anti-fasciste à Marseille, Paris, Éditions Reflex, 2001.
- Collectif, Bêtes et méchants, petite histoire des jeunes fascistes français, Paris, Éditions Reflex, 2002.

### Sitographie
- Site officiel